# 3-й Український козацький полк ім. М. Грушевського
3-й Український козацький полк ім. М. Грушевського — добровольчий полк Російської імператорської армії.

## Історія
В середині 1917 року українці запасного полку РІА, який базувався в місті Камишині Пермського краю, виділилися в окремий батальйон імені Михайла Грушевського. В кінці червня 1917 року сформований підрозділ за розпорядженням Тимчасового уряду виїхав на фронт.
У перших числах липня батальні прибув до Харкова, де його на вокзалі зустріли представники Харківського клубу імені гетьмана Полуботка, які запропонували козакам залишитися в місті і організувати полк. Представники батальйону погодилися і вирушили до будівлі, де знаходився клуб ім. Полуботка, біля якого влаштували святковий мітинг. Козаки батальйону заявили, що не покинуть Харків, поки не отримають наказ від Української Центральної Ради.
4 липня 1917 сформований полк імені Михайла Грушевського загальною чисельністю 1500 козаків, які прибули з кількох заволзьких міст, приїхав до Києва. Полк попрямував до будівлі Української Центральної Ради, по прибуттю вони відправили телеграму своєму шефу М. Грушевському з проханням виступити перед козаками. До козаків вийшов Грушевський, обходячи сотні він говорив: «Здорові козаки». «Здорові були, батько!» — відповідали вони; після Грушевського перед козаками виступив С. Петлюра.